# 305 Gordonia
305 Gordonia је астероид главног астероидног појаса. Приближан пречник астероида је 49,17 km,
а средња удаљеност астероида од Сунца износи 3,092 астрономских јединица (АЈ).
Инклинација (нагиб) орбите у односу на раван еклиптике је 4,441 степени, а орбитални период износи 1986,303 дана (5,438 година). Ексцентрицитет орбите астероида износи 0,191.
Апсолутна магнитуда астероида износи 8,77 а геометријски албедо 0,226.
Астероид је откривен 16. фебруара 1891. године.